# Университет города Герат
Университет города Герат (пушту د هرات پوهنتون‎) — расположен в Герате, столице провинции Герат, западный Афганистан. Университет был основан в 1988 году.

## Факультеты
Университет Герата имеет 12 факультетов:
- сельскохозяйственный
- экономический
- фармакологический
- исламский
- права
- информатики
- Языков и Литературы
- научный
- технический
- журналистики
- ветеринарный
- социальных наук и Изобразительного Искусства.